# Gerda Paumgarten
Gerda Gräfin Paumgarten-Hohenschwangau (* 4. Februar 1907 in Graz; † 1. Jänner 2000 in Wien) war eine österreichische Skirennläuferin. Sie wurde 1936 Slalom-Weltmeisterin, gewann insgesamt vier Medaillen bei Weltmeisterschaften und siegte in einigen internationalen Rennen.

## Biografie
Das Skilaufen erlernte Paumgarten im Alter von sieben Jahren, ihre älteren Brüder Fridtjof und Harald waren ebenfalls Skisportler. Da sie in den Mädchenrennen bald keine ernstzunehmende Konkurrentin mehr hatte, zog sie es vor, sich mit den Jungen zu messen. In den Wintermonaten weilte sie oft auf dem väterlichen Besitz in St. Anton am Arlberg. Ihr erster internationaler Wettkampf waren die Weltmeisterschaften 1932 in Cortina d’Ampezzo, bei der sie immerhin auf Rang sieben in der Abfahrt kam.
Bei den Skiweltmeisterschaften 1933 in Innsbruck gewann sie Silber in der Kombinationswertung und Bronze im Abfahrtslauf. Als Mitglied des Skiclubs Arlberg legte sie 1933 die Prüfung als staatlich anerkannte Skilehrerin ab. Aufgrund der innenpolitischen Ereignisse in Österreich (Februaraufstand) musste sie 1934 auf die Teilnahme an den Weltmeisterschaften in St. Moritz verzichten. Im selben Winter gewann sie jedoch bei den französischen Meisterschaften in Luchon die Abfahrt und den Slalom. 1935 nahm Paumgarten selten an internationalen Wettkämpfen teil, sondern arbeitete hauptsächlich als Skilehrerin. Dies hatte zur Folge, dass sie bei den Olympischen Winterspielen 1936 in Garmisch-Partenkirchen wegen der strengen Amateurregeln von der Teilnahme ausgeschlossen wurde.
Bei den Skiweltmeisterschaften 1936, die erneut in Innsbruck stattfand, nahm sie jedoch teil. Die damalige Weltmeisterschaften waren eigentlich eine Art „Gegenveranstaltung“, da bei den Olympischen Spielen in Garmisch-Partenkirchen sehr viele Läufer wegen der Amateurregeln nicht teilnehmen durften. In der Abfahrt am Patscherkofel stürzte sie und erreichte lediglich den fünften Platz, womit sie keine Chance mehr hatte, die Kombinationswertung zu gewinnen. Im Slalom auf der Mutterer Alm gewann sie jedoch die Goldmedaille. Nach dem ersten Lauf lag sie noch auf dem dritten Platz. Die überlegene Bestzeit im zweiten Lauf reichte jedoch für den Sieg und auch für die Bronzemedaille in der Kombination.
1936 gewann Gerda Paumgarten auch den Slalom und die Kombination bei den prestigeträchtigen Arlberg-Kandahar-Rennen in St. Anton und 1937 einen Riesenslalom in Davos. Nach ihrem Rücktritt im Jahr 1938 wanderte sie in die USA aus, wohin bereits einige Jahre zuvor ihr Bruder Harald gezogen war. Nach dem Kriegseintritt der USA wurde sie für kurze Zeit interniert. Paumgarten arbeitete wiederum als Skilehrerin und trug zur Verbreitung des alpinen Skisports in Nordamerika bei. Nach dem Krieg kehrte sie nach St. Anton zurück; ihre letzten Lebensjahre verbrachte sie in Wien. Sie wurde auf dem Neustifter Friedhof bestattet.

## Sportliche Erfolge
Weltmeisterschaften
- Cortina d’Ampezzo 1932: 7. Abfahrt, 10. Kombination, 11. Slalom
- Innsbruck 1933: 2. Kombination, 3. Abfahrt, 6. Slalom
- Innsbruck 1936: 1. Slalom, 3. Kombination, 5. Abfahrt